# Alexander Gordon Laing
Alexander Gordon Laing (Edimburgo, 27 de diciembre de 1794-Tombuctú, 26 de septiembre de 1826) fue un explorador escocés conocido por ser el primer europeo no musulmán en entrar en la ciudad maliense de Tombuctú, en cuyos alrededores fue asesinado.

## Biografía

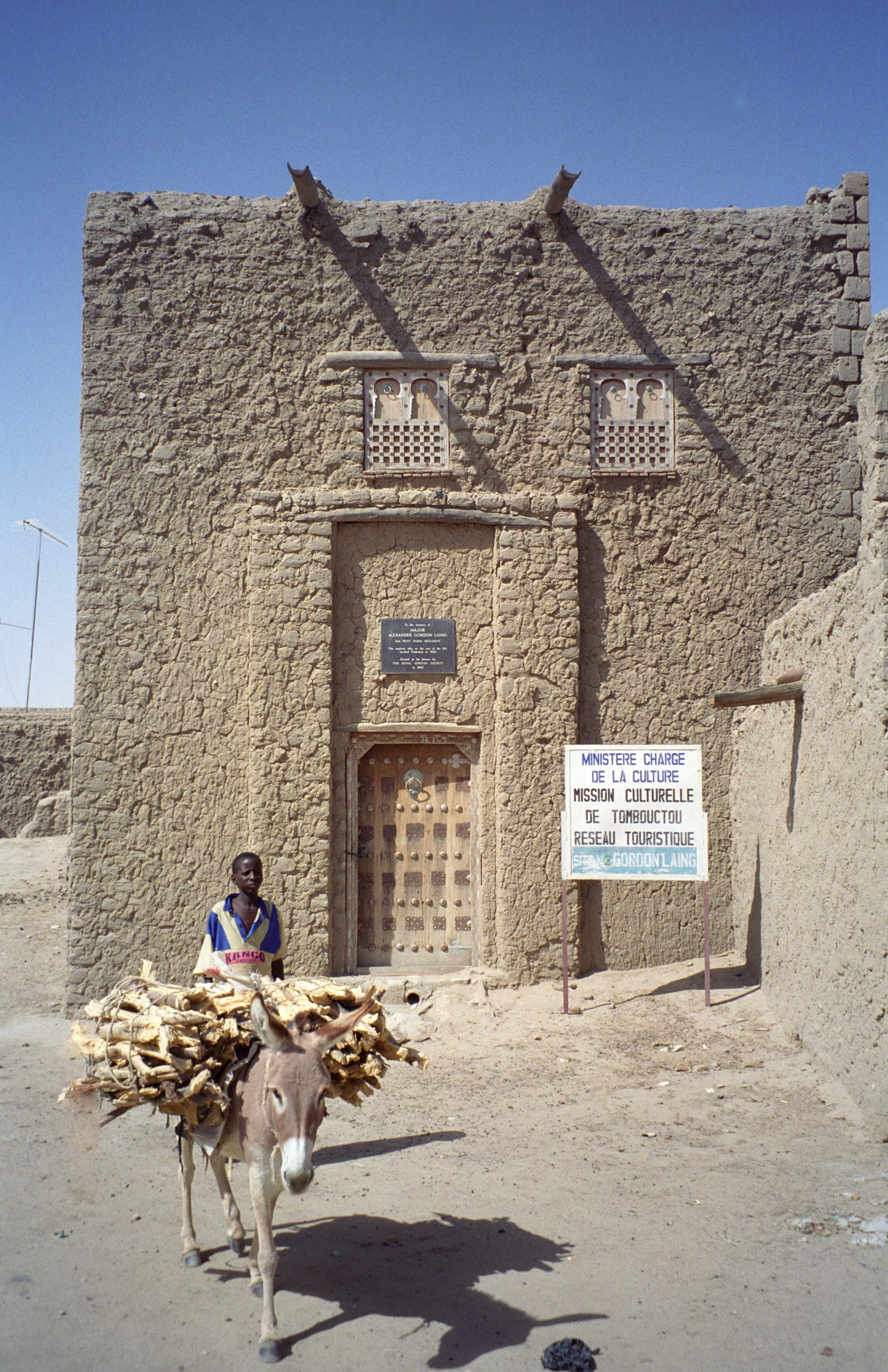
La casa de Gordon en Tombuctú

Laing estudió con su padre, William Laing, el primero en abrir una academia de educación clásica en Edimburgo, y amplió sus conocimientos de humanidades en la universidad con sólo trece años. Con quince dejó los estudios para empezar a trabajar, con diecisiete se alistó como voluntario y con dieciocho marchó a las islas Barbados como asistente de su tío materno, el coronel Gabriel Gordon. Poco después, ingresó en la Infantería Ligera de York y en 1822 fue enviado a Sierra Leona con su nuevo regimiento de los Royal African Corps.
De acuerdo a su carácter emprendedor, el gobernador Charles McCarthy le envió al país mandingo con el objetivo de abrir nuevas vías de comercio y abolir la esclavitud que se practicaba en esas zonas. Ese mismo año visitó el país solimana y empezó a buscar las fuentes del río Níger, pero fue detenido por los indígenas.
En los años 1820, participó en las guerras Ashanti y fue enviado de vuelta a Inglaterra con la noticia de la muerte del gobernador MacCarthy. Henry, tercer conde de Bathurst, secretario de las colonias, le envió de nuevo a África con el propósito de estudiar la cuenca del río Níger, viajando desde Trípoli.
El 14 de julio de 1825 llegó a la capital de Libia, se casó con Emma Warrington, hija del cónsul británico Hanmer Warrington, y dos días después emprendió la travesía del desierto, acompañado por un jeque, quien más tarde fue acusado de planificar su muerte.
En octubre se encontraba en Ghadames, y en diciembre atravesó el territorio tuat, un pueblo bereber argelino, donde se puso en contacto con los tuareg. El 10 de enero de 1826 dejó a los tuat y emprendió la marcha hacia Tombuctú, en Malí, donde, según una de sus cartas, llegó el 18 de agosto.
En Tombuctú no fue bien recibido y se ganó la enemistad del jefe fulani Bello, que gobernaba la ciudad. Se vio obligado a abandonar la ciudad, y cuando lo hizo, el 26 de septiembre, fue asesinado.

## Trazas culturales
En 1903, el gobierno francés de la ciudad colocó una placa con el nombre del explorador en la casa que ocupó durante los treinta y ocho días que permaneció en Tombuctú.
En 1825 se publicó en Inglaterra su obra Travels in the Timannee, Kooranko and Soolima Countries, in Western Africa.